# Olof Hult (dirigent)
Sven Olof Hult, född 26 oktober 1913 i Västerås, död 9 september 1993 i Malmö Sankt Petri församling, Malmö
, var en svensk musikadministratör, musikpedagog och dirigent.
Hult studerade vid Malmö musikkonservatorium 1933–1939. Han var musikkonsulent vid Malmö skolor 1940–1964, intendent vid Malmö konserthus 1949–1980, lärare i pedagogik och kördirigering vid konservatoriet (musikhögskolan) 1952–1981. Hult var initiativtagare till den kommunala musikskolan i Malmö.
Olof Hult invaldes som ledamot nr 770 av Kungliga Musikaliska Akademien den 24 februari 1972. Han mottog Medaljen för tonkonstens främjande 1979. Hult är begravd på Limhamns kyrkogård.